# Campeonato Sudamericano 1949
El Campeonato Sudamericano de Selecciones 1949 fue la 21.ª edición del Campeonato Sudamericano de Selecciones, competición que posteriormente sería denominada como Copa América y que es el principal torneo internacional de fútbol por selecciones nacionales en América del Sur. Se desarrolló en Brasil entre el 3 de abril y el 8 de mayo de 1949. Brasil se preparaba para organizar la Copa del Mundo de 1950, tras 8 años de no realizarse por la Segunda Guerra Mundial. 
La revelación del campeonato fue Paraguay, que, de no haber sido derrotado por Uruguay, habría salido campeón del torneo. Dicha derrota obligó a jugar un partido de desempate con el dueño de casa, consagrando a Brasil campeón por tercera vez en su historia.
La selección de Argentina se retiró debido a diferencias con la dirigencia del fútbol brasileño.
Ademir Marques de Menezes de Brasil fue nombrado el mejor jugador del campeonato y Jair Rosa Pinto, también de Brasil, fue el máximo artillero con 9 goles.
Con este logro, la Selección de Brasil cortó una racha de 27 años sin obtener un título oficial de su selección absoluta, ya que su último campeonato oficial había sido en la Copa América de 1922, también realizada en suelo brasileño.

## Árbitros
- Cyril Jack Barrick.
- Juan Carlos Armental.
- Mario Rubén Heyn.
- Alberto Da Gama Malcher.
- Alejandro Gálvez.
- Mário Gardelli.
- Alfredo Álvarez.

## Sedes
| Río de Janeiro            | Río de Janeiro       | São Paulo         | Santos               | Belo Horizonte        |
| ------------------------- | -------------------- | ----------------- | -------------------- | --------------------- |
| Estadio General Severiano | Estadio São Januário | Estadio Pacaembú  | Estadio Vila Belmiro | Estadio Independência |
| Capacidad: 30 000         | Capacidad: 40 209    | Capacidad: 71 281 | Capacidad: 32 986    | Capacidad: 32 722     |
|                           |                      |                   |                      |                       |

## Equipos participantes
| Equipos participantes | Equipos participantes | Equipos participantes | Equipos participantes |
| --------------------- | --------------------- | --------------------- | --------------------- |
| Bolivia               | Brasil                | Chile                 | Colombia              |
| Ecuador               | Paraguay              | Perú                  | Uruguay               |

## Resultados

### Posiciones
| Selección | Pts. | PJ | PG | PE | PP | GF | GC | Dif. |
| --------- | ---- | -- | -- | -- | -- | -- | -- | ---- |
| Brasil    | 14   | 7  | 6  | 0  | 1  | 39 | 7  | +32  |
| Paraguay  | 12   | 7  | 6  | 0  | 1  | 21 | 6  | +15  |
| Perú      | 10   | 7  | 5  | 0  | 2  | 20 | 13 | +7   |
| Bolivia   | 8    | 7  | 4  | 0  | 3  | 13 | 24 | –11  |
| Chile     | 5    | 7  | 2  | 1  | 4  | 10 | 14 | –4   |
| Uruguay   | 5    | 7  | 2  | 1  | 4  | 14 | 20 | –6   |
| Ecuador   | 2    | 7  | 1  | 0  | 6  | 7  | 21 | –14  |
| Colombia  | 2    | 7  | 0  | 2  | 5  | 4  | 23 | –19  |

### Partidos
| 3 de abril de 1949 | Ecuador      | 1:9 (1:7) | Brasil                                                                                       | Estadio São Januário, Río de Janeiro                                        |                                                                             |
|                    | Chuchuca 18' |           | 3', 42' Tesourinha · 10' Octavio · 13', 35' Jair · 16', 25' Simão · 67' Zizinho · 88' Ademir | Asistencia: 70 000 espectadores Árbitro(s): Cyril Jack Barrick (Inglaterra) | Asistencia: 70 000 espectadores Árbitro(s): Cyril Jack Barrick (Inglaterra) |

| 6 de abril de 1949 | Bolivia                                | 3:2 (0:1) | Chile                     | Estadio Pacaembú, São Paulo                                                 |                                                                             |
|                    | Ugarte 59' · Godoy 77' · Gutiérrez 89' |           | 30' Riera · 71' Salamanca | Asistencia: 30 000 espectadores Árbitro(s): Cyril Jack Barrick (Inglaterra) | Asistencia: 30 000 espectadores Árbitro(s): Cyril Jack Barrick (Inglaterra) |

| 6 de abril de 1949 | Colombia | 0:3 (0:2) | Paraguay                            | Estadio Pacaembú, São Paulo                                                |                                                                            |
|                    |          |           | 21', 72' López Fretes · 35' Benítez | Asistencia: 30 000 espectadores Árbitro(s): Juan Carlos Armental (Uruguay) | Asistencia: 30 000 espectadores Árbitro(s): Juan Carlos Armental (Uruguay) |

| 10 de abril de 1949 | Colombia | 0:4 (0:1) | Perú                                        | Estadio São Januário, Río de Janeiro                                    |                                                                         |
|                     |          |           | 22', 90' Pedraza · 47' Drago · 85' Castillo | Asistencia: 15 000 espectadores Árbitro(s): Mario Rubén Heyn (Paraguay) | Asistencia: 15 000 espectadores Árbitro(s): Mario Rubén Heyn (Paraguay) |

| 10 de abril de 1949 | Ecuador | 0:1 (0:0) | Paraguay    | Estadio São Januário, Río de Janeiro                                       |                                                                            |
|                     |         |           | 89' Barrios | Asistencia: 15 000 espectadores Árbitro(s): Juan Carlos Armental (Uruguay) | Asistencia: 15 000 espectadores Árbitro(s): Juan Carlos Armental (Uruguay) |

| 10 de abril de 1949        | Brasil                                                                                  | 10:1 (4:0) | Bolivia    | Estadio Pacaembú, São Paulo                                                 |                                                                             |
|                            | Nininho 16', 39', 86' · Jair 17' · Zizinho 25', 80' · Cláudio 49', 84' · Simão 71', 79' |            | 75' Ugarte | Asistencia: 40 000 espectadores Árbitro(s): Cyril Jack Barrick (Inglaterra) | Asistencia: 40 000 espectadores Árbitro(s): Cyril Jack Barrick (Inglaterra) |
| Peor resultado de Bolivia. |                                                                                         |            |            |                                                                             |                                                                             |

| 13 de abril de 1949 | Brasil                           | 2:1 (1:0) | Chile            | Estadio Pacaembú, São Paulo                                                |                                                                            |
|                     | Zizinho 20' · Cláudio 49' (pen.) |           | 89' (pen.) López | Asistencia: 45 000 espectadores Árbitro(s): Juan Carlos Armental (Uruguay) | Asistencia: 45 000 espectadores Árbitro(s): Juan Carlos Armental (Uruguay) |

| 13 de abril de 1949 | Uruguay                      | 3:2 (2:2) | Ecuador                  | Estadio São Januário, Río de Janeiro                                         |                                                                              |
|                     | Castro 15', 85' · Moreno 30' |           | 35' Arteaga · 40' Vargas | Asistencia: 30 000 espectadores Árbitro(s): Alberto da Gama Malcher (Brasil) | Asistencia: 30 000 espectadores Árbitro(s): Alberto da Gama Malcher (Brasil) |

| 13 de abril de 1949 | Paraguay                                         | 3:1 (1:0) | Perú      | Estadio São Januário, Río de Janeiro                                        |                                                                             |
|                     | Barrios 38' (pen.) · Arce 56' · López Fretes 67' |           | 89' Drago | Asistencia: 30 000 espectadores Árbitro(s): Cyril Jack Barrick (Inglaterra) | Asistencia: 30 000 espectadores Árbitro(s): Cyril Jack Barrick (Inglaterra) |

| 17 de abril de 1949 | Brasil                                                                 | 5:0 (3:0) | Colombia | Estadio Pacaembú, São Paulo                                          |                                                                      |
|                     | Tesourinha 20' · Canhotinho 24' (pen.) · Orlando 44' · Ademir 47', 87' |           |          | Asistencia: 45 000 espectadores Árbitro(s): Alejandro Gálvez (Chile) | Asistencia: 45 000 espectadores Árbitro(s): Alejandro Gálvez (Chile) |

| 17 de abril de 1949 | Chile    | 1:0 (1:0) | Ecuador | Estadio São Januário, Río de Janeiro                                      |                                                                           |
|                     | Rojas 4' |           |         | Asistencia: 8000 espectadores Árbitro(s): Cyril Jack Barrick (Inglaterra) | Asistencia: 8000 espectadores Árbitro(s): Cyril Jack Barrick (Inglaterra) |

| 17 de abril de 1949 | Uruguay               | 2:3 (0:0) | Bolivia                                           | Estadio São Januário, Río de Janeiro                                       |                                                                            |
|                     | Moll 49' · Suárez 70' |           | 47' (pen.) Ugarte · 57' Algañaraz · 66' Gutiérrez | Asistencia: 8000 espectadores Árbitro(s): Alberto da Gama Malcher (Brasil) | Asistencia: 8000 espectadores Árbitro(s): Alberto da Gama Malcher (Brasil) |

| 20 de abril de 1949 | Ecuador | 0:4 (0:1) | Perú                                                         | Estadio São Januário, Río de Janeiro                                     |                                                                          |
|                     |         |           | 26' Salinas · 56' (a.g.) Bermeo · 50' Castillo · 85' Pedraza | Asistencia: 7000 espectadores Árbitro(s): Juan Carlos Armental (Uruguay) | Asistencia: 7000 espectadores Árbitro(s): Juan Carlos Armental (Uruguay) |

| 20 de abril de 1949 | Chile    | 1:1 (1:0) | Colombia    | Estadio São Januário, Río de Janeiro                              |                                                                   |
|                     | López 8' |           | 56' Berdugo | Asistencia: 7000 espectadores Árbitro(s): Mário Gardelli (Brasil) | Asistencia: 7000 espectadores Árbitro(s): Mário Gardelli (Brasil) |

| 20 de abril de 1949 | Uruguay         | 2:1 (1:0) | Paraguay        | Estadio Pacaembú, São Paulo                                                 |                                                                             |
|                     | García 22', 69' |           | 65' (pen.) Arce | Asistencia: 20 000 espectadores Árbitro(s): Cyril Jack Barrick (Inglaterra) | Asistencia: 20 000 espectadores Árbitro(s): Cyril Jack Barrick (Inglaterra) |

| 24 de abril de 1949 | Brasil                                                                               | 7:1 (4:1) | Perú        | Estadio São Januário, Río de Janeiro                                        |                                                                             |
|                     | Arce 11' (a.g.) · Augusto 15' · Jair 17', 20' · Simão 54' · Ademir 82' · Orlando 88' |           | 44' Salinas | Asistencia: 45 000 espectadores Árbitro(s): Cyril Jack Barrick (Inglaterra) | Asistencia: 45 000 espectadores Árbitro(s): Cyril Jack Barrick (Inglaterra) |

| 25 de abril de 1949 | Ecuador | 0:2 (0:2) | Bolivia                               | Estadio Pacaembú, São Paulo                                         |                                                                     |
|                     |         |           | 6' (a.g.) Sánchez · 14' (pen.) Ugarte | Asistencia: 14 000 espectadores Árbitro(s): Mário Gardelli (Brasil) | Asistencia: 14 000 espectadores Árbitro(s): Mário Gardelli (Brasil) |

| 25 de abril de 1949 | Uruguay                  | 2:2 (0:1) | Colombia                    | Estadio Pacaembú, São Paulo                                                  |                                                                              |
|                     | Martínez 57' · Ayala 86' |           | 27' Gastelbondo · 81' Pérez | Asistencia: 14 000 espectadores Árbitro(s): Alberto da Gama Malcher (Brasil) | Asistencia: 14 000 espectadores Árbitro(s): Alberto da Gama Malcher (Brasil) |

| 27 de abril de 1949 | Perú                                | 3:0 (1:0) | Bolivia | Estadio Vila Belmiro, Santos                                                 |                                                                              |
|                     | Drago 31', 74' · Heredia 77' (pen.) |           |         | Asistencia: 12 000 espectadores Árbitro(s): Alberto da Gama Malcher (Brasil) | Asistencia: 12 000 espectadores Árbitro(s): Alberto da Gama Malcher (Brasil) |

| 27 de abril de 1949 | Paraguay                         | 4:2 (3:1) | Chile                    | Estadio Pacaembú, São Paulo                                       |                                                                   |
|                     | Arce 10', 39', 47' · Benítez 23' |           | 8' Cremaschi · 72' Ramos | Asistencia: 1000 espectadores Árbitro(s): Mário Gardelli (Brasil) | Asistencia: 1000 espectadores Árbitro(s): Mário Gardelli (Brasil) |

| 30 de abril de 1949          | Paraguay                                                          | 7:0 (6:0) | Bolivia | Estadio São Januário, Río de Janeiro                                        |                                                                             |
|                              | Benítez 30', 40', 41', 89' · Arce 38', 39' (pen.) · Fernández 59' |           |         | Asistencia: 45 000 espectadores Árbitro(s): Cyril Jack Barrick (Inglaterra) | Asistencia: 45 000 espectadores Árbitro(s): Cyril Jack Barrick (Inglaterra) |
| Mejor resultado de Paraguay. |                                                                   |           |         |                                                                             |                                                                             |

| 30 de abril de 1949 | Uruguay    | 1:5 (1:3) | Brasil                                                                        | Estadio São Januário, Río de Janeiro                                         |                                                                              |
|                     | Castro 12' |           | 15', 30' (pen.) Jair · 24' Zizinho · 79' Danilo Alvim · 89' (pen.) Tesourinha | Asistencia: 45 000 espectadores Árbitro(s): Alberto da Gama Malcher (Brasil) | Asistencia: 45 000 espectadores Árbitro(s): Alberto da Gama Malcher (Brasil) |

| 30 de abril de 1949 | Perú                             | 3:0 (1:0) | Chile | Estadio Pacaembú, São Paulo                                       |                                                                   |
|                     | Mosquera 28', 73' · Castillo 58' |           |       | Asistencia: 1000 espectadores Árbitro(s): Mário Gardelli (Brasil) | Asistencia: 1000 espectadores Árbitro(s): Mário Gardelli (Brasil) |

| 3 de mayo de 1949 | Ecuador                                               | 4:1 (2:1) | Colombia  | Estadio São Januário, Río de Janeiro                                |                                                                     |
|                   | Cantos 23' · Vargas 44' · Andrade 49' · Maldonado 74' |           | 27' Pérez | Asistencia: 3000 espectadores Árbitro(s): Alfredo Álvarez (Bolivia) | Asistencia: 3000 espectadores Árbitro(s): Alfredo Álvarez (Bolivia) |

| 4 de mayo de 1949 | Perú                                                 | 4:3 (2:0) | Uruguay                           | Estadio General Severiano, Río de Janeiro                             |                                                                       |
|                   | Mosquera 19' · Castillo 43' · Gómez Sánchez 57', 60' |           | 58' Moll · 60' Castro · 85' Ayala | Asistencia: 30 000 espectadores Árbitro(s): Alfredo Álvarez (Bolivia) | Asistencia: 30 000 espectadores Árbitro(s): Alfredo Álvarez (Bolivia) |

| 6 de mayo de 1949 | Bolivia                                            | 4:0 (1:0) | Colombia | Estadio General Severiano, Río de Janeiro                                   |                                                                             |
|                   | Godoy 10' · Gutiérrez 55' · Rojas 77' · Ugarte 81' |           |          | Asistencia: 12 000 espectadores Árbitro(s): Cyril Jack Barrick (Inglaterra) | Asistencia: 12 000 espectadores Árbitro(s): Cyril Jack Barrick (Inglaterra) |

| 8 de mayo de 1949 | Chile                                   | 3:1 (0:1) | Uruguay   | Estadio Independência, Belo Horizonte                             |                                                                   |
|                   | Infante 75', 83' (pen.) · Cremaschi 88' |           | 35' Ayala | Asistencia: 5000 espectadores Árbitro(s): Mário Gardelli (Brasil) | Asistencia: 5000 espectadores Árbitro(s): Mário Gardelli (Brasil) |

| 8 de mayo de 1949 | Paraguay                 | 2:1 (0:1) | Brasil         | Estadio São Januário, Río de Janeiro                                        |                                                                             |
|                   | Ávalos 75' · Benítez 85' |           | 33' Tesourinha | Asistencia: 35 000 espectadores Árbitro(s): Cyril Jack Barrick (Inglaterra) | Asistencia: 35 000 espectadores Árbitro(s): Cyril Jack Barrick (Inglaterra) |

### Final
| 11 de mayo de 1949 | Brasil                                                 | 7:0 (3:0) | Paraguay | Estadio São Januário, Río de Janeiro                                        |                                                                             |
|                    | Ademir 17' 27' 48' · Tesourinha 43' 70' · Jair 72' 89' |           |          | Asistencia: 55 000 espectadores Árbitro(s): Cyril Jack Barrick (Inglaterra) | Asistencia: 55 000 espectadores Árbitro(s): Cyril Jack Barrick (Inglaterra) |

|                            |
| Bandera de Brasil          |
| Campeón Brasil 3.er título |

## Goleadores

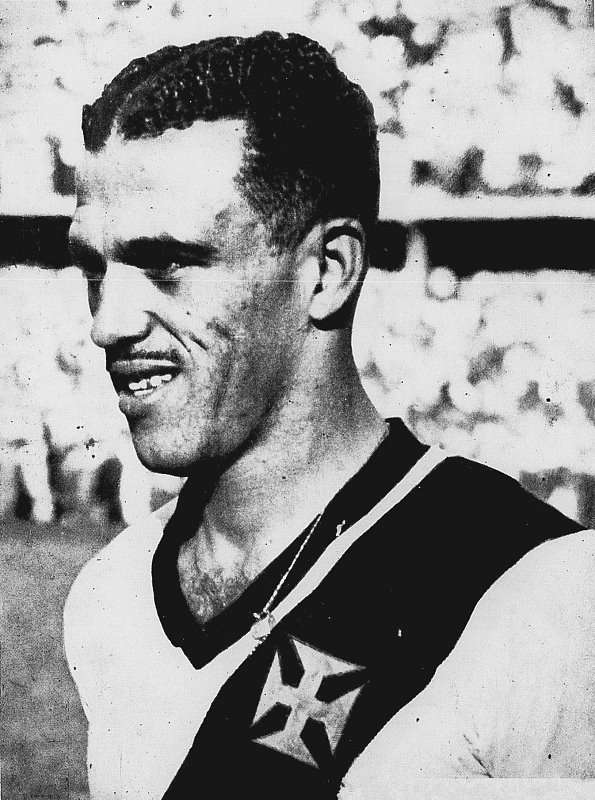
Jair fue el goleador del torneo con nueve goles.

9 goles
- Jair

7 goles
- Ademir
- Tesourinha
- Dionisio Arce
- Jorge Duilio Benitez

5 goles
- Víctor Ugarte
- Simão
- Zizinho

4 goles
- Félix Castillo
- Ramón Castro

3 goles
- Benigno Gutiérrez
- Cláudio Pinho
- Nininho
- López Fretes
- Alfredo Mosquera
- Víctor Pedraza
- Roberto Drago
- Juan Ayala

2 goles
- Benedicto Godoy
- Orlando
- Raimundo Infante
- Pedro Hugo López
- José Vargas
- Marcial Barrios
- Carlos Gómez Sánchez
- Juan Emilio Salinas
- José María García
- Dagoberto Moll

1 gol
- Víctor Algañaraz
- Nemesio Rojas
- Augusto
- Canhotinho
- Danilo Alvim
- Octavio
- Mario Castro
- Atilio Cremaschi
- Ulises Ramos
- Fernando Riera
- Carlos Rodolfo Rojas
- Manuel Salamanca
- Alfredo Pérez
- Fulgencio Berdugo
- Luz Gastelbondo
- Nelson Pérez
- Víctor Arteaga
- Sigifredo Chuchuca
- Enrique Cantos
- Guido Andrade
- Rafael Maldonado
- Enrique Ávalos
- Pedro Fernández
- Cornelio Heredia
- Manuel Drago
- Ernesto Bentancour
- Miguel Martínez
- Nelson Moreno

Autogoles
- Marcos Bermeo (ante Perú)
- Carlos Sánchez (ante Bolivia)
- Gerardo Arce (ante Brasil)

### Mejor jugador del torneo
- Jair.[1]